# Гедонистический голод
Гедонистический голод, или гедонистическая полифагия — это желание есть для получения удовольствия при отсутствии дефицита энергии. Отдельные люди более чувствительны к сигналам, связанным с едой (запахи еды, вид еды, разговоры о еде), которые вызывают чувство гедонистического голода. Программы по снижению веса могут быть направлены на контролирование или компенсирование гедонистического голода. Терапевтические вмешательства также могут оказывать влияние на гедонистическое пищевое поведение.

## Описание
Хотя чувство голода может возникать при дефиците энергии или питательных веществ, оно также может быть связано с ожидаемым удовольствием от поедания пищи. Л. Грамлич в своих работах выделяет соответственно гомеостатическую полифагию (переедание, обусловленное дефицитом энергии) и гедонистическую полифагию (переедание, обусловленное  удовольствием от поедания пищи). Таким образом, чувство голода и пищевое поведение регулируются не только гомеостатическими, но и гедонистическими и когнитивными процессами. Хотя эти механизмы взаимодействуют друг с другом и частично пересекаются, они  тем не менее могут быть разделены. По-видимому, склонность есть больше, чем требуют собственные физические нужды, развилась у людей в ходе эволюции: в условиях нехватки ресурсов стремление искать и потреблять калории способствовало выживанию. Даже просто наличие желаемой («гедонистической») пищи или её предвкушение могут сделать человека голодным. Психологический эффект гедонистического голода может быть эквивалентен эффекту от других гедонистических видов деятельности, таких как рекреационное использование наркотиков или лудомания. Восприимчивость к вызывающим гедонистический голод сигналам окружающей среды может привести к перееданию в обществе, где легко доступны высококалорийные и недорогие продукты. Такое гедонистическое питание перевешивает способность организма регулировать потребление с помощью чувства сытости.
Смежным феноменом является специфический аппетит, также известный как специфический голод – стремление поедать пищу, обладающую каким-то конкретным вкусом или другой специфической характеристикой. Однако при обсуждении специфического голода больше внимания уделяется приобретённому (выученному) пищевому поведению, а не врождённому и эволюционно обусловленному гедонистическому аппетиту.

## Разновидности еды
Определенные продукты могут иметь более высокий «гедонистический рейтинг». «Гедонистический рейтинг» отражает, какие продукты люди с большей вероятностью будут есть, даже когда не чувствуют голода. Например, функциональная магнитно-резонансная томография (фМРТ) свидетельствует о том, что накормленные крысы отдают предпочтение смеси жиров и углеводов в виде картофельных чипсов, а не своему обычному корму. Исследователи предполагают, что переедание в отсутствие дефицита энергии связано с доступностью приносящей удовольствие еды.

## Межличностная изменчивость
Отдельные лица могут быть более восприимчивы к связанным с едой сигналам из окружающей среды (запахи еды, вид  еды, разговоры о еде), которые вызывают чувство гедонистического голода. Генетическая изменчивость может оказывать влияние на гедонистическую полифагию. Межличностные различия в уровне гедонистического голода могут быть ключевым фактором, от которого зависит успех тех или иных методик по снижению веса  и способность человека противостоять искушению легко доступной еды. Для оценки уровня гедонистического голода была разработана специальная шкала под названием Power of Food Scale (PFS), которая состоит из 15 утверждений (таких как «Если я вижу еду, которая мне нравится, или чувствую её запах, у меня появляется сильное желание поесть», «Когда я ем любимую пищу, я испытываю сильное наслаждение», «Я часто думаю о еде»), с которыми можно выразить согласие или несогласие по шкале от 1 («Полностью не согласен») до 5 («Полностью согласен»). Люди, страдающие ожирением, а также люди с  расстройствами пищевого поведения, такими как булимия, имеют более высокий балл  по шкале PFS. Высокий балл PFS ассоциируется со склонностью к компульсивному перееданию. Снижение балла PFS способствует  более успешной потере веса.

## Пищевое подкрепление
Подкрепляющая ценность пищи определяется тем, как упорно кто-то готов работать, чтобы получить еду. На подкрепляющую ценность влияет несколько факторов, в том числе ожидаемое удовольствие от поедания пищи, предварительное лишение пищи, её разнообразие, ожидаемое насыщение и возможный голод в период между приёмами пищи (ожидаемая сытость); частично она регулируется  дофаминергической активностью в мозгу.

## Лечение
Программы по снижению веса могут ставить своей целью контролирование гедонистического голода.  Низкокалорийная пища с высокой насыщающей способностью может быть полезным инструментом для контроля за весом. Например, попкорн менее калориен, чем картофельные чипсы, и быстрее вызывает чувство насыщения. Добавление пищевых волокон в продукты питания и напитки усиливает чувство насыщения и снижает потребление калорий в следующий приём пищи. Йогуртовые напитки более сытные, чем фруктовый сок; низкокалорийные йогурты с инулином и высококалорийные йогурты являются одинаково сытными. Люди с высоким баллом по шкале PFS могут добиться большего успеха в потере веса, используя заменители еды.
Лекарственные препараты могут оказывать воздействие на гедонистическое пищевое поведение. Агонисты рецепторов (АР) глюкагоноподобного пептида-1 (ГПП-1), такие как эксенатид и лираглутид, которые используются для лечения диабета, могут помочь подавить поведение, мотивированное пищевым вознаграждением. Ингибирование транспорта дофамина увеличивает его концентрации в головном мозге, что может снизить потребление калорий.
Бариатрическая хирургия различных типов может влиять на гедонистический голод, особенно если она сопровождается психологическим консультированием, которое помогает ограничить гедонистические порывы. Возможно, эти операции работают отчасти потому, что они повышают производство некоторых желудочно-кишечных гормонов, в частности глюкагоноподобного пептида-1 и пептида YY; некоторые исследования также указывают на снижение концентрации грелина, но результаты остаются непоследовательными.